# Ciprì et Maresco
 (juillet 2013).
Si vous disposez d'ouvrages ou d'articles de référence ou si vous connaissez des sites web de qualité traitant du thème abordé ici, merci de compléter l'article en donnant les références utiles à sa vérifiabilité et en les liant à la section « Notes et références ».
Daniele Ciprì (Palerme, 17 août 1962) et Franco Maresco (Palerme, 1958) sont deux réalisateurs,  scénaristes, monteurs, directeurs de la photographie et musiciens italiens, originaires de Palerme, en Sicile, qui travaillent en commun et signent leurs films sous le nom Ciprì et Maresco.

## Biographie
Ciprì et Maresco réalisent ensemble, à partir de 1986 et pendant plus de vingt ans, trois longs-métrages, des documentaires et de très nombreux courts-métrages. Leurs films, en noir et blanc, accordent une très grande importance au cadrage et au rythme, étiré.
Ils se disent « fermement révoltés contre la médiocrité du cinéma italien contemporain, ses comédies hypocrites et narcissiques au flot ininterrompu de paroles, et surtout ses films politiques qui se veulent dénonciateurs de l'injustice. » 
Le cinéma classique hollywoodien constitue leur influence majeure. Ils citent souvent John Ford, Howard Hawks, Laurel et Hardy, Buster Keaton ou les Marx Brothers. Et dans les réalisateurs plus récents, Kubrick, Scorsese ou Coppola. Mais on note également dans leurs films l'importance de réalisateurs comme Pasolini ou Buñuel et du cinéma d'avant-garde.
Après avoir travaillé pour des programmes de cinéma et de jazz à la radio et à la télévision, Franco Maresco s'occupe d'un ciné-club puis fonde en 1983 la coopérative Rosebud qui propose différentes activités culturelles et abrite un vidéo-club. C'est là qu'il rencontrera Daniele Ciprì.
Ils abordent ensemble la réalisation en autodidactes, tournant des courts-métrages en vidéo et des programmes expérimentaux pour une télévision privée palermitaine. En 1990, Enrico Ghezzi leur propose de participer à Fuori orario, un programme tardif de la Rai 3. Suivront deux autres émissions : Avanzi et Blob. Puis vient la série Cinico TV, extrême et provocante, qui bouleversera profondément la télévision italienne et recevra en 1992 le prix Aristophane, récompensant le meilleur programme télé satirique . En 1995, Ciprì et Maresco se lancent dans le long-métrage cinéma avec L'Oncle de Brooklyn (1995). Le film est produit par Dino De Laurentiis qui pense que la réputation de Ciprì et Maresco sera un bon atout. Mais les réalisateurs refusent toute compromission et le film est un échec commercial.
Leur second long-métrage, Totò qui vécut deux fois (1998) sera privé de visa d'exploitation pour « outrage au sacré et violation de la Constitution ».
En 1999, Maresco tourne, seul, un documentaire sur Duke Ellington, Noi e il Duca - Quando Duke Ellington suonò a Palermo, puis le duo se reforme pour Enzo, domani a Palermo!, un documentaire sur Enzo Castagna, le parrain du cinéma sicilien.
Suivront des films un peu différents, plus dans la norme, un long-métrage (Le Retour de Cagliostro, 2003) et un documentaire consacré au duo comique sicilien Franco et Ciccio (Come inguaiammo il cinema italiano - La vera storia di Franco e Ciccio, 2004). Puis chacun décidera de suivre sa propre route: Daniele Ciprì en tant que réalisateur (Mon père va me tuer, 2011) ou chef opérateur, notamment pour Marco Bellocchio ; et Franco Maresco en tant que réalisateur de documentaires (Io sono Tony Scott, ovvero come l'Italia fece fuori il più grande clarinettista del jazz, 2010), ou un film actuellement en cours de montage sur Berlusconi : Belluscone. Una Storia siciliana.

## Ciprì et Maresco à propos de Palerme
« Palerme est un observatoire exceptionnel. D'un point de vue créatif, Palerme offre un scénario unique, où tout est amplifié. D'un point de vue esthétique, on y voit des contrastes extraordinaires, tant physiques qu'humains. Bizarreries, folies, cruauté, tel est Palerme. Palerme offre une sorte d'anticipation du jugement universel. Nous sommes liés à cette ville et nous ne réussissons pas à nous défaire d'elle. C'est un rapport fondamental pour notre travail, et en même temps un rapport douloureux. Palerme est en train d'effacer sa propre mémoire pour devenir quelque chose d'informe, une ville sans plus aucune personnalité. Nous voulons parler non seulement de sa disparition matérielle (les maisons, les lieux…), mais aussi de la disparition de son humanité. » 

## Ciprì et Maresco à propos du rythme dans leurs films
« Un des éléments fondamentaux de notre style est le piano-sequenz [le plan séquence avec gag à retardement]. Construire un gag en le fondant sur la dilatation temporelle est très important. D'ailleurs, nous ne sommes pas pressés. Le spectateur est là pour regarder. Pour quel motif devrions-nous courir, déballer, couper, faire trente cadrages ? Nous sommes désireux de retrouver une dimension humaine, de longues temporisations rythment notre cinéma. »

## Ciprì et Maresco à propos de l'amour et les femmes
« L'amour est futile parce qu'il nous empêche de nous préparer à la mort, il nous distrait. Dans notre cinéma, la présence de la femme représenterait une contradiction, l'illusion de revenir à la vie. C'est quasiment une motivation d'ermite qui explique l'absence de femmes dans notre travail. Nous voulions habituer le spectateur à ce que disait Sénèque : Se préparer pour une bonne mort. Le refoulement de la mort est immoral. En ce sens, nous sommes des moralistes. Nous montrons la mort comme une nécessité libératoire. »

## Ciprì et Maresco et les acteurs non professionnels
Les deux réalisateurs ont travaillé avec des acteurs non seulement non professionnels (des amis qu'ils connaissaient parfois depuis longtemps ou des personnes rencontrées dans la rue), mais aussi et surtout des gens dont le corps est un élément fondamental. Cela faisait partie intégrante d'un cinéma qui ne voulait pas plaire à tout prix, d'un cinéma qui allait dans la direction opposée à celle du cinéma commercial privilégiant les beaux corps et dans lequel chacun est censé s'identifier.

## Citations
Ce que j'aime chez Ciprì et Maresco, cʼest le courage avec lequel ils parlent dʼune Italie barbare. Mario Monicelli
J'adore Ciprì et Maresco, qui sont selon moi des génies. Ils sont "malades" et visionnaires, profondément originaux. Marco Bellocchio
Je pense que dans lʼavenir on regardera le travail de Ciprì et Maresco non seulement d'un point de vue cinématographique, mais aussi comme un véritable essai d'anthropologie sociale. Toni Servillo

## Sources
- Dossier de presse français de L'Oncle de Brooklyn.
- Propos tirés du catalogue de L'Étrange Festival, qui avait présenté en 2000 une rétrospective des films de Ciprì et Maresco à Paris.